# Desa Benteng (administrativ by i Indonesien, lat -6,52, long 107,50)
Desa Benteng är en administrativ by i Indonesien.   Den ligger i provinsen Jawa Barat, i den västra delen av landet, 80 km öster om huvudstaden Jakarta.